# Zločin in kazen
Zločin in kazen (rusko Преступление и наказание) je psihološki roman Fjodorja Mihajloviča Dostojevskega, ki obravnava predvsem subjektivna razmišljanja glavnega junaka Raskolnikova o življenju, zlasti pa upravičenost zločina. 
Ta je prvi v nizu romanov, v katerih se Dostojevski loteva večnih vprašanj o bogu, ljubezni, morali, zlu, trpljenju, odrešenju in človekovi svobodi. Osrednja tema je nemotiviran umor, toda slog Dostojevskega zgodbo pretvori v napeto detektivsko pripoved. Kljub temu da je zgodba zelo navezana na Sankt-Peterburg v 60. letih 19. stoletja, so vprašanja, ki jih postavlja, aktualna v vseh časih.
Roman Zločin in kazen je izšel v 12 številkah leta 1866 v časopisu Ruski vestnik. Skupaj s Tolstojevim romanom Vojna in mir je to najbolj znan ruski roman v svetu.
Roman je v slovenščino prevedel Vladimir Levstik leta 1908. Avtor najnovejšega slovenskega prevoda je Marjan Poljanec, založba Mladinska knjiga, Ljubljana 1997, 2005.

## Vsebina
Revni študent Rodion (Rodja) Romanovič Raskolnikov zagovarja teorijo, da se ljudje delijo na uši, ki niso zmožne velikih dejanj, in na redke posameznike, ki so dovolj močni, da lahko vzamejo pravico v svoje roke in lahko zagrešijo tudi zločin, če se jim to zdi potrebno. Tak zločin je upravičen, če je v prid celotni družbi. Raskolnikov na podlagi te teorije zagreši umor oderuške starke Aljone Ivanovne, v afektu pa ubije tudi njeno sestro Lizaveto, ki ga preseneti na kraju zločina. Z umorom si hoče dokazati, da spada med tiste posameznike, ki lahko spreminjajo svet. Za vzor si vzame Napoleona. Umor se mu sicer posreči, vendar ga pozneje začne prevzemati občutek krivde. Izpove se prostitutki Sonji Marmeladovi, v katero se tudi zaljubi. Po nekaj pogovorih z njo se odloči, da zločin prizna policiji. Kaznujejo ga s prisilnim delom v Sibiriji, kar pa za Raskolnikova ni najhuje; najhujše je spoznanje, da je tudi on nič več kakor uš. Roman se na nek način vseeno srečno konča, saj Sonja Raskolnikovu sledi v Sibirijo. Tam dolgo ostane zakrknjen in zamorjen, a se nekega jutra ob reki prebudi in odloči zaživeti novo življenje s Sonjo potem, ko bo prestal kazen.

## Razlaga
Roman sloni na idejni podlagi Dostojevskega o posameznikih, ki so dovolj notranje močni, imajo dobro razvit čut za moralo in lahko oblikujejo svet po svoje; postanejo nekakšni bogovi, ki odločajo o svetu. Znana je izjava Dostojevskega, da bi bilo vse dovoljeno, če ne bi bilo boga.  Pozneje je to teorijo zagovarjal tudi Friedrich Wilhelm Nietzsche, napačno pa so jo interpretirali in izrabili tudi nacisti.
V vseh delih Dostojevskega je prisoten eksistencializem. Vedno pa se rešitev nagiba k veri in priznanju boga.
V romanu nastopa veliko oseb, ki zelo natančno prikazujejo tedanje rusko prebivalstvo. Imena imajo tudi simbolni pomen. Spodaj je orisanih nekaj glavnih oseb:
- Rodion Romanovič Raskolnikov (Rodka, Rodja) – notranje razdvojen (pozitivni pol Sonja, negativni Svidrigajlov).

- Sofja Semjonovna Marmeladova (Sonječka, Sonja) – zaradi hude revščine prisiljena v prostitucijo, vendar se je razvrat sploh ne dotakne; ohranja izrazito vero v boga; v romanu deluje pasivno odrešujoče, saj zelo pomaga pri Raskolnikovi rehabilitaciji, vendar brez vsiljevanja, le s svojim zgledom.

- Avdotja Romanovna Raskolnikova (Dunječka, Dunja) – Raskolnikova inteligentna sestra, ki se je za dobrobit brata celo pripravljena poročiti z Lužinom, ki ga sploh ne mara; svoj pogum dokaže, ko se Svidrigajlovu upre s samokresom.

- Arkadij Ivanovič Svidrigajlov – hedonističen, senzualističen, negativni izraz Raskolnikove teorije, vzbuja strah pri večini oseb v romanu, ne čuti nikakršne krivde za več zločinov (npr. posilstvo petnajstletnega nemega dekleta in njen posledični samomor); spozna pa, da brez Dunje (ljubezni) ne more živeti, in naredi samomor.

- Dimitrij Prokofijevič Razumihin – najbolj pozitivna oseba v romanu, prijatelj Raskolnikova; posebej skrbi za Raskolnikovo mater in Dunjo, v katero je zaljubljen; zelo ga skrbi za prijateljevo zdravstveno stanje in mu vedno stoji ob strani ne glede na nehvaležnost, ki mu jo pogosto izkazuje Raskolnikov.

- Porfirij Petrovič – preiskovalni sodnik, ki ves čas sumi Raskolnikova, četudi proti njemu nima dokazov; izkoristi psihologijo in večkrat se mu Raskolnikov skoraj izda; na koncu pa mu da možnost, da se sam prijavi in si s tem olajša okoliščine; v Raskolnikovu vidi velik intelektualni potencial v korist Rusije, vendar spozna, da so njegove ideje preveč radikalne.

Simbolni pomen imen:
- Raskolnikov – razklanost
- Marmeladov – marmelada
- Razumihin – razum
- Lužin – luža
- Svidrigajlov – litovski princ
- Zamjotov – zaznati

Simbolna pa so še nekatera števila, predmeti (Lizavetina Sveto pismo in križ) in Peterburg, ki je alegorija za Raskolnikovo duševno stanje (zmedeno, revno, bolno, zatohlo itd.).
Roman je bil v šolskem letu 2005/2006 predviden za splošno maturo.

## Izdaje
- Slovenska izdaja romana iz leta 1908 (COBISS)
- Slovenska izdaja romana iz leta 2002 (COBISS)